# Shama de les Visayas
El Shama de les Visayas (Copsychus superciliaris; syn: Kittacincla superciliaris) és una espècie d'ocell de la família dels muscicàpids (Muscicapidae). És endèmic de Ticao, Masbate, Negros i Panay, a les Filipines. El seu estat de conservació es considera de risc mínim.
A la Classificació del Congrés Ornitològic Internacional (versió 11.2, 2021) se'l començà a considerar una espècie pròpia del gènere Copsychus, doncs fins aquell moment se'l tenia per una subespècie del Shama de Luzon (C. luzoniensis superciliaris). Tanmateix, el Handook of the Birds of the World i la quarta versió de la BirdLife International Checklist of the birds of the world (desembre 2019) se'l classifica com una espècie pròpia dins del gènere Kittacincla (K. superciliaris), juntament amb altres cinc espècies de shamas.